# Eric Drummond
Eric Drummond (Yorkshire, Reino Unido, 17 de agosto de 1876 - 15 de diciembre de 1951, Midhurst, Sussex), 16° Conde de Perth, fue un diplomático británico, proveniente de una antigua familia aristocrática de Escocia, quien desempeñó el cargo de primer Secretario General de la Sociedad de Naciones.

## Biografía
Tras estudiar en el Colegio Eton, en 1900 Drummond inició su carrera en el Ministerio de Asuntos Exteriores de Gran Bretaña (el Foreign Office), trabajando principalmente en el despacho ministerial, siendo en 1916 secretario privado del ministro británico Arthur Balfour. En esa condición acude a la Conferencia de Paz de París en 1919 donde los vencedores de la Primera Guerra Mundial acuerdan la constitución de la Sociedad de Naciones.
Debido a un pacto extraoficial entre Gran Bretaña y Francia, queda convenido que el primer secretario general de la Sociedad sería británico y su sucesor sería francés. Conforme con tal acuerdo, el gobierno británico propone a Drummond como secretario general de la Sociedad, asumiendo el cargo en enero de 1920, y desempeñándolo hasta 1933.
Durante los trece años en el cargo, Drummond buscó que la Secretaría de la Sociedad constituyera un verdadero cuerpo de expertos técnicos, destinado a asesorar en materias de Derecho internacional mientras los delegados asumían el rol de discutir las cuestiones controvertidas. Otra preocupación de Perth fue impulsar el desarme a nivel mundial y gestionar para una pronta admisión de Alemania en la Sociedad de Naciones.
Tras cesar en su cargo el año 1933 y ser reemplazado por el francés Joseph Avenol, Drummond fue designado como embajador británico en la Italia fascista, cargo donde mantuvo la política de apaciguamiento seguida por Gran Bretaña ante Benito Mussolini, especialmente durante el periodo de Neville Chamberlain como primer ministro. Al igual que Chamberlain y gran parte del Foreign Office, Drummond no pareció advertir a tiempo el peligroso belicismo de los fascistas. En agosto de 1937, al morir su hermano mayor, Drummond asumió el título nobiliario de 16° Conde de Perth y fue conocido en adelante como Lord Perth.
En mayo de 1939 Lord Perth se retiró del servicio diplomático y volvió a Gran Bretaña. Durante la Segunda Guerra Mundial trabajó para el Ministerio de Información británico, y en 1945 fue elegido como miembro de la Cámara de los Lores por el Partido Liberal, asumiendo la defensa del cuerpo diplomático de su país. Murió en 1951.